# Lachnodactyla texana
Lachnodactyla texana är en skalbaggsart som beskrevs av Schaeffer 1906. Lachnodactyla texana ingår i släktet Lachnodactyla och familjen Ptilodactylidae. Inga underarter finns listade i Catalogue of Life.